# Шпигунські ігри (фільм)
«Шпигунські ігри» (англ. Spy Game) — кримінальний трилер-бойовик режисера Тоні Скотта, що вийшов 2001 року, спільне виробництво Німеччини, США, Японії і Франції. У головних ролях Роберт Редфорд, Бред Пітт.
Сценаристами були Майкл Фрост Бекнер і Девід Арата, продюсерами були Марк Абрагам і Дуглас Вік. Вперше фільм продемонстрували 19 листопада 2001 року у США.
В Україні у кінопрокаті фільм не демонструвався. Переклад та озвучення українською мовою зроблено студією «ТВ+» на замовлення телеканалу ICTV.

## Сюжет
Натану М'юру, ветерану агентурної розвідки ЦРУ, залишилась одна доба до виходу на пенсію. Але агента ЦРУ Тома Бішопа, учня Натана, схопили у Китаї, під час спроби врятувати з китайського полону англійку. У той час керівництво спецслужби вирішило не рятувати Бішопа, проте Натан планує діяти самостійно.

## У ролях
| Актор              | Персонаж                                | Роль                                        |
| ------------------ | --------------------------------------- | ------------------------------------------- |
| Бред Пітт          | Том Бішоп (англ. Tom Bishop)            | агент ЦРУ, колишній снайпер морської піхоти |
| Роберт Редфорд     | Натан М'юр (англ. Nathan Muir)          | агент ЦРУ, наставник Бішопа                 |
| Кетрін Маккормак   | Елізабет Гедлі (англ. Elizabeth Hadley) | англійська ув'язнена у Китаї                |
| Стівен Діллейн     | Чарльз Гаркер (англ. Charles Harker)    | заступник директора ЦРУ                     |
| Ларрі Бріґґмен     | Трой Фолджер (англ. Troy Folger)        | високопосадовець ЦРУ                        |
| Меріанн Жан-Батист | Гледіс Дженніп (англ. Gladys Jennip)    |                                             |
| Кен Люн            | Лі (англ. Li)                           |                                             |
| Бенедикт Вонґ      | Тран (англ. Tran)                       |                                             |

## Сприйняття

### Критика
Фільм отримав позитивні відгуки: Rotten Tomatoes дав оцінку 66 % на основі 132 відгуків від критиків (середня оцінка 6,2/10) і 76 % від глядачів із середньою оцінкою 3,3/5 (112,713 голосі). Загалом на сайті фільми має позитиний рейтинг, фільму зарахований «сглий помідор» від кінокритиків і «попкорн» від глядачів, Internet Movie Database — 7,0/10 (97 548 голосів), Metacritic — 63/100 (29 відгуків критиків) і 7,2/10 від глядачів (46 голосів). Загалом на цьому ресурсі від критиків і від глядачів фільм отримав позитивні відгуки.

### Нагороди і номінації[10]
| Рік  | Нагорода                     | Категорія                                                            | Номінант | Результат |
| ---- | ---------------------------- | -------------------------------------------------------------------- | --- | --------- |
| 2002 | Motion Picture Sound Editors | Найкращий звуковий монтаж — ефекти і фолі, внутрішній художній фільм | Джордж Воттерс II, Ф. Гадсон Міллер, Вікторія Мартін, Р. Дж. Палмер, Сухаіл Кафіті, Ед Каллаган, Ґері Райт, Метью Гаррісон, Джеймс Ліковскі    | Номінація |
| 2002 | Motion Picture Sound Editors | Найкращий звуковий монтаж — діалоги і ADR, внутрішній художній фільм | Джордж Воттерс II, Ф. Гадсон Міллер, Тері Е. Дорман, Джуно Дж. Елліс, Девід А. Арнольд, Маршалл Вінн, Ульріка Акандер, Деніз Орта, Стівен Яніш | Номінація |
| 2002 | Satellite Award              | Найкраща оригінальна музика                                          | Гаррі Ґреґсон-Вільямс | Номінація |

### Виноски
1. 1 2 3  Spy Game: Release Info (англ.). Internet Movie Database. Процитовано 24 грудня 2013.
2. ↑  Spy Game (англ.). The Numbers. Процитовано 24 грудня 2013.
3. 1 2  Spy Game (англ.). Internet Movie Database. Процитовано 24 грудня 2013.
4. 1 2  Spy Game (англ.). Box Office Mojo. Процитовано 24 грудня 2013.
5. ↑  Spy Game (англ.). AllMovie. Процитовано 24 грудня 2013.
6. ↑  Spy Game: Full Cast & Crew (англ.). Internet Movie Database. Процитовано 24 грудня 2013.
7. ↑  Шпионские игры. Премьеры (рос.). КиноПоиск. Процитовано 24 грудня 2013.
8. ↑  Spy Game (англ.). Rotten Tomatoes. Процитовано 24 грудня 2013.
9. ↑  Spy Game (англ.). Metacritic. Процитовано 24 грудня 2013.
10. ↑  Spy Game: Awards (англ.). Internet Movie Database. Процитовано 24 грудня 2013.